# Communauté de communes du pays de La Gacilly
La communauté de communes du Pays de La Gacilly est une ancienne intercommunalité française, située dans le département du Morbihan, en région Bretagne. Elle faisait partie du pays de Redon et Vilaine.

## Histoire
La communauté de communes est créée le 1er décembre 2008. 
Elle fusionne le 1er janvier 2017, dans le cadre de la loi NOTRe(à l'exception de la commune des Fougerêts qui rejoint la communauté de communes du pays de Redon (devenue en 2018 Redon Agglomération)), avec la communauté de communes Guer Communauté et la communauté de communes du Val d'Oust et de Lanvaux pour former l'intercommunalité De l'Oust à Brocéliande Communauté.

## Constitution
La communauté de communes du Pays de La Gacilly comprend 9 communes du Morbihan, toutes issues du canton de La Gacilly.
| Nom                   | Code Insee | Gentilé      | Superficie (km2) | Population (dernière pop. légale) | Densité (hab./km2) |
| --------------------- | ---------- | ------------ | ---------------- | --------------------------------- | ------------------ |
| La Gacilly (siège)    | 56061      | Gaciliens    | 37,97            | 3 942 (2014)                      | 104                |
| Carentoir             | 56033      | Carentoriens | 72,87            | 3 300 (2014)                      | 45                 |
| La Chapelle-Gaceline  | 56038      | Gaceliniens  | 7,79             | 786 (2014)                        | 101                |
| Cournon               | 56044      | Cournonnais  | 10,87            | 775 (2014)                        | 71                 |
| Les Fougerêts         | 56060      | Fougerêtais  | 19,91            | 940 (2014)                        | 47                 |
| Glénac                | 56064      | Glénacois    | 13,70            | 906 (2014)                        | 66                 |
| Quelneuc              | 56183      | Quelneucois  | 13,85            | 548 (2014)                        | 40                 |
| Saint-Martin-sur-Oust | 56229      | Martinais    | 28,24            | 1 328 (2014)                      | 47                 |
| Tréal                 | 56253      | Tréalais     | 19,28            | 659 (2014)                        | 34                 |

## Administration
| Période                                  | Période | Identité          | Étiquette | Qualité                                                          |
| ---------------------------------------- | ------- | ----------------- | --------- | ---------------------------------------------------------------- |
| 2008                                     | 2014    | Pierrick Lelièvre |           | Maire de La Chapelle-Gaceline (depuis 1989) Directeur des ventes |
| 2014                                     | 2016    | Pierre Roussette  |           | 1er adjoint au maire de La Gacilly Directeur financier           |
| Les données manquantes sont à compléter. |         |                   |           |                                                                  |